# Paul Geyer (Missionar)
Paul Geyer (* vor 1872 in Röckenhofen; † 15. August 1899 in Eau Claire) war ein deutscher römisch-katholischer Missionar und Generalvikar.
Geyer wurde als Sohn eine Köblerehepaares geboren.
Geyer wurde 1872 zum Priester geweiht und am 29. September 1872 als Missionar nach Nordamerika entsandt. Dort war er Generalvikar des Bistums La Crosse. Vor seinem Tod war er Dechant und Pfarrer in Eau Claire.